# Nazionale maschile di pallanuoto della Turchia
La nazionale di pallanuoto maschile della Turchia è la rappresentativa turca nelle competizioni internazionali di pallanuoto. È stata fondata negli anni trenta ed è controllata dalla Türkiye Sutopu Federasyonu.

## Storia
Non ha mai ottenuto risultati di prestigio. La sua unica vittoria è stata quella ottenuta nell'Europeo B disputato a Lugano nel 2009.

## Risultati

### Massime competizioni
Europei
- 1966 16º
- 1991 15º
- 2010 10º
- 2012 12º
- 2016 16º
- 2018 15º
- 2020 12º

Europeo B
- 1987 8º
- 2002 4º
- 2004 4º
- 2007 8º
- 2009  Oro

### Altre
World League
- 2011 Turno di qualificazione
- 2012 Turno di qualificazione
- 2013 Turno di qualificazione

Giochi del Mediterraneo
- 2005 8º
- 2009 8º

## Formazioni
- Europei - Zagabria 2010 - 10º posto:

Atilla Sezer, Can Gözüsulu, Deniz Tolga Balta, Oytun Akman, Berk Günkut, Emre Coşkun, Serdar Hakyemez, Alican Çağatay, Yiğithan Hantal, Anıl Sönmez, Halil Beşkardeşler, Can Güven, Tarkan Güveli. C.T.: Sinan Turunç.
- Europei - Eindhoven 2012 - 12º posto:

Atilla Sezer, Deniz Tolga Balta, Berk Bıyık, Oytun Akman, Berk Günkut, Emre Coşkun, Yiğithan Hantal, Arda İnan Akyar, Yağız Atakan Gedik, Utkun Eren Tuncer, Alican Yılmaz, Alican Çağatay, Emirhan Yenigün. CT: Sinan Turunç.